# Fly de sacrifício
No beisebol, uma bola batida é considerada um fly de sacrifício (sacrifice fly, SF) se os quatro critérios seguintes forem satisfeitos:
- Há menos de dois eliminados quando a bola é rebatida.
- A bola é rebatida ao campo externo.
- O batedor está eliminado porque um defensor apanha a bola (ou teria sido eliminado se não fosse por um erro).
- Um corredor que já está em base anota na jogada.

Um fly de sacrifício não conta como uma vez ao bastão para o batedor, apesar do batedor ser creditado como uma corrida impulsionada. O propósito disso é evitar penalizar rebatedores por uma manobra tática bem sucedida. Contudo, um fly de sacrifício reduz a porcentagem em base do jogador, e um jogador numa seqüência de rebatidas a terá encerrada se ele não tiver nenhuma vez ao bastão oficial mas tiver um fly de sacrifício.
O fly de sacrifício é creditado mesmo se outro corredor é posto para fora em apelação por falhar em fazer o tag up, contanto que a corrida tenha sido anotada antes da terceira eliminação. No caso de uma bola alta deixada cair num erro, o fly de sacrifício é apenas creditado se o anotador oficial acredita que a corrida teria sido anotada independente da bola ter sido pega.

## Recordes
Na Major League Baseball, o maior número de flies de sacrifício por um time num jogo é cinco; o recorde foi estabelecido pelos Seattle Mariners em 1988 e empatado pelos Colorado Rockies em 2006, e novamente empatado pelos Mariners em 2008.
Desde que a regra foi reinstalada em sua forma atual, Gil Hodges dos Los Angeles Dodgers mantém o recorde de mais flies de sacrifício numa temporada com 19, em 1954; Eddie Murray mantém o recorde de mais flies de sacrifício na carreira com 128.